# Miejscowy plan zagospodarowania przestrzennego

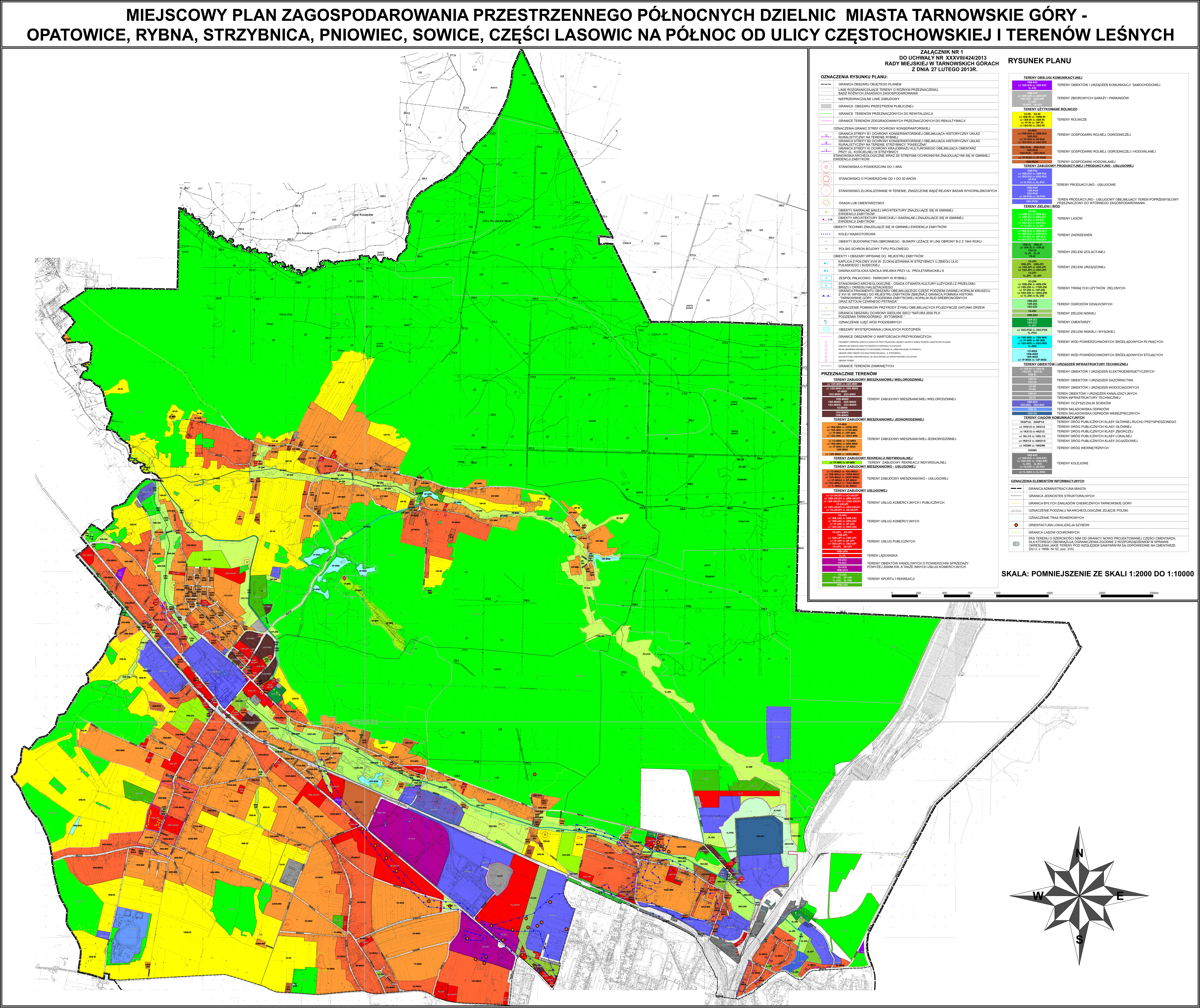
Część graficzna miejscowego planu zagospodarowania przestrzennego – północne dzielnice Tarnowskich Gór

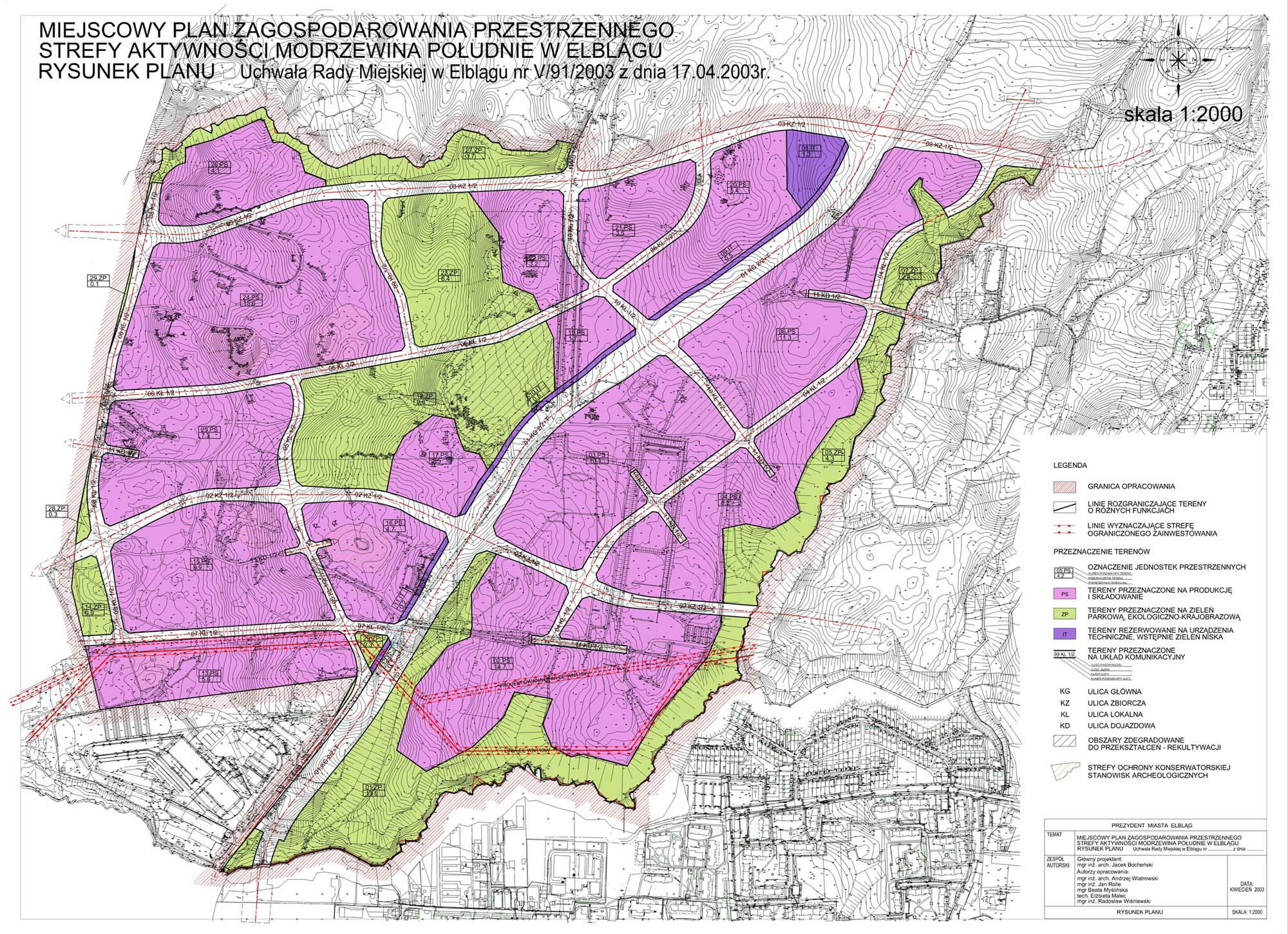
Część graficzna miejscowego planu zagospodarowania przestrzennego obejmującego głównie tereny produkcyjno-składowe

Miejscowy plan zagospodarowania przestrzennego (pot. plan miejscowy, MPZP) – akt prawa miejscowego przyjmowany w formie uchwały rady gminy, określający przeznaczenie, warunki zagospodarowania i zabudowy terenu, a także rozmieszczenie inwestycji celu publicznego. Składa się z części tekstowej (uchwała) oraz graficznej (załącznik do uchwały).
Ustalenia planu miejscowego, wraz z innymi przepisami, kształtują sposób wykonywania prawa własności nieruchomości.

## Funkcja i miejsce w systemie planistycznym
Plan miejscowy stanowi podstawę planowania przestrzennego w gminie. Ustanawia przepisy powszechnie obowiązujące na danym terenie, będące podstawą wydawania decyzji administracyjnych (w przeciwieństwie do studium, które wyraża jedynie politykę przestrzenną gminy). W planie miejscowym dokonuje się również zmiany przeznaczenia gruntów rolnych i leśnych na cele nierolnicze i nieleśne (nie mylić z wyłączeniem gruntu z produkcji rolnej i leśnej, tzw. odrolnieniem).
Miejscowy plan zagospodarowania przestrzennego nie może wykraczać poza granice administracyjne gminy, może za to obejmować tylko część jej obszaru. Na terenie gminy może obowiązywać więcej planów miejscowych, ich granice jednak nie mogą się nakładać. Plan nie może naruszać ustaleń studium, co stwierdza rada gminy przed jego uchwaleniem.
Organem sporządzającym plan miejscowy jest odpowiednio:
- wójt (w gminach wiejskich),
- burmistrz (w gminach miejskich lub miejsko-wiejskich, w miastach poniżej 100 000),
- prezydent miasta (w miastach liczących powyżej 100 000 mieszkańców lub będących siedzibą województwa przed 1 stycznia 1999 roku).

Miejscowy plan zagospodarowania przestrzennego uchwalany jest przez radę gminy (radę miasta) i ogłaszany przez wojewodę w wojewódzkim dzienniku urzędowym.

## Planowanie miejscowe w Polsce
Według danych na koniec 2012 roku, na terenie kraju obowiązywało 41 625 planów miejscowych, które obejmowały w sumie 27,9% powierzchni kraju. 19 695 z nich to plany sporządzone na podstawie ustawy z dnia 27 marca 2003 r. o planowaniu i zagospodarowaniu przestrzennym, pozostałe opracowano wcześniej, na podstawie ustawy z dnia 7 lipca 1994 r. o zagospodarowaniu przestrzennym.
Po 1 stycznia 2026 r. wszystkie gminy muszą uchwalić plany ogólne. W tych planach mogą wskazać obszar uzupełniania zabudowy (OUZ), dla którego będą mogły być wydawane decyzje o warunkach zabudowy.
Pod względem przeznaczenia terenu, w skali kraju dominuje użytkowanie rolnicze (50,4%) oraz zieleń i wody (22%), zaś przeznaczenie pod zabudowę mieszkaniową jednorodzinną obejmuje 13,4% terenów objętych planami.
| Rok  | Liczba planów | Powierzchnia [tys. ha] | % powierzchni kraju |
| ---- | ------------- | ---------------------- | ------------------- |
| 2004 | 28 567        | 5 390,8                | 17,2                |
| 2005 | 29 642        | 6167                   | 19                  |
| 2006 | 31 620        | 6 872,4                | 22,0                |
| 2007 | 33 360        | 7 557,1                | 24,2                |
| 2008 | 35 885        | 8 007,9                | 25,6                |
| 2009 | 36 193        | 8 003,374              | 25,6                |
| 2010 | 37 905        | 8 278,158              | 26,5                |
| 2011 | 39 994        | 8 512,857              | 27,2                |
| 2012 | 41 748        | 8 744,276              | 28,0                |
| 2013 | 43 683        | 8 990,524              | 28,8                |
| 2014 | 45 703        | 9 140,800              | 29,2                |
| 2015 | 47 478        | 9 282,679              | 29,7                |
| 2016 | 49 440        | 9 426,545              | 30,1                |
| 2017 | 51 556        | 9 528,544              | 30,5                |
| 2018 | 53 582        | 9 643,998              | 30,8                |
| 2019 | 55 653        | 9 769,878              | 31,2                |
| 2020 | 57 252        | 9 834,550              | 31,4                |

## Treść i forma planu miejscowego
Miejscowy plan zagospodarowania przestrzennego składa się z części:
- tekstowej – stanowiącej treść uchwały,
- graficznej – stanowiącej załącznik do uchwały.

Część graficzna (rysunek) jest graficznym odzwierciedleniem uchwały i obowiązuje jedynie w takim zakresie, w jakim jest to określone w części tekstowej. Obecnie, „środek ciężkości” planu przeniesiony jest na tekst uchwały, nie jest więc aktualne postrzeganie go jako „rysunku z częścią opisową”.

### Część tekstowa
Tekst planu ma formę uchwały rady gminy, musi więc odpowiadać wymogom zasad techniki prawodawczej, czyli zawierać m.in.: tytuł, podstawę prawną, przepisy merytoryczne ogólne i szczegółowe, przepisy o wejściu w życie, a także podział na jednostki redakcyjne (paragraf, ustęp, punkt, litera, tiret).

### Część graficzna
Rysunek planu wykonywany jest na kopii mapy zasadniczej w skali 1:1000, a w przypadku jej braku, dopuszcza się stosowanie map katastralnych. W określonych przypadkach możliwe jest stosowanie innej skali:
- dla obszarów intensywnej zabudowy lub przestrzeni publicznej – 1:500,
- dla inwestycji liniowych lub obszarów o znacznej powierzchni – 1:2000,
- w przypadku wprowadzenia zakazu zabudowy lub przeznaczenie gruntów do zalesienia – 1:5000.

Skala musi być określona na rysunku w formie liczbowej i graficznej (podziałka liniowa).
Podstawowe oznaczenia graficzne występujące na rysunku planu:
- nazwę planu miejscowego
- określenie skali w formie liczbowej i liniowej
- informację o układzie współrzędnych zgodnym z obowiązującym państwowym systemem odniesień przestrzennych

oraz wskazanie kierunku północy
- informację o źródle pochodzenia użytego materiału państwowego zasobu geodezyjnego i kartograficznego, o której mowa w art. 40c ust. 3 Prawa geodezyjnego i kartograficznego
- wyrys ze studium uwarunkowań i kierunków zagospodarowania przestrzennego gminy z oznaczeniem granic obszaru objętego projektem planu miejscowego wraz z legendą zawierającą oznaczenia występujące na tym wyrysie
- legendę
- granice obszaru objętego planem miejscowym
- określenie przeznaczenia terenów oraz linie rozgraniczające tereny o różnym przeznaczeniu lub różnych zasadach zagospodarowania oraz ich symbole i oznaczenia graficzne wraz z numeracją wyróżniającą je spośród innych terenów
- linie zabudowy
- granice i oznaczenia terenów lub obiektów, o których mowa w art. 15 ust. 2 pkt 7 ustawy o planowaniu i zagospodarowaniu przestrzennym.

Podstawowe oznaczenia graficzne i literowe, odnoszące się do przeznaczenia terenu zostały umieszczone w tabeli. W zależności od potrzeb, możliwe jest też stosowanie oznaczeń mieszanych.
| Przedmiot oznaczenia | Oznaczenie literowe              | Kolor | Opis wypełnienia                                                       |
| --- | -------------------------------- | ----- | ---------------------------------------------------------------------- |
| Tereny zabudowy mieszkaniowej jednorodzinnej | MN                               |       | kolor jasnobrązowy                                                     |
| Tereny zabudowy mieszkaniowej wielorodzinnej | MW                               |       | kolor ciemnobrązowy                                                    |
| Tereny zabudowy usługowej | U                                |       | kolor czerwony                                                         |
| Tereny usług sportu i rekreacji | US                               |       | kreskowanie zielono-czerwone                                           |
| Tereny rozmieszczenia obiektów handlowych o powierzchni sprzedaży powyżej 2000 m²                                                                                       | UC                               |       | kreskowanie czerwono-ciemnoszare                                       |
| Tereny rolnicze | R                                |       | kolor żółty                                                            |
| Tereny obsługi produkcji w gospodarstwach rolnych, hodowlanych, ogrodniczych oraz gospodarstwach leśnych i rybackich                                                    | RU                               |       | kreskowanie żółto-czerwone                                             |
| Tereny zabudowy zagrodowej w gospodarstwach rolnych, hodowlanych i ogrodniczych                                                                                         | RM                               |       | kreskowanie żółto-jasnobrązowe                                         |
| Tereny obiektów produkcyjnych, składów i magazynów | P                                |       | kolor fioletowy                                                        |
| Obszary i tereny górnicze | PG                               |       | kolor fioletowy                                                        |
| Tereny zieleni objęte formami ochrony przyrody zgodnie z przepisami o ochronie przyrody                                                                                 | ZN                               |       | kolor ciemnozielony                                                    |
| Lasy | ZL                               |       | kolor ciemnozielony                                                    |
| Tereny zieleni urządzonej, takie jak: parki, ogrody, zieleń towarzysząca obiektom budowlanym, zieleńce, arboreta, alpinaria, grodziska, kurhany, zabytkowe fortyfikacje | ZP                               |       | kolor zielony                                                          |
| Tereny ogrodów działkowych | ZD                               |       | kolor zielony                                                          |
| Cmentarze | ZC                               |       | kolor zielony                                                          |
| Obszary zagrożone powodzią | ZZ                               |       | kreskowanie jasnozielone na tle w kolorze odpowiednim do przeznaczenia |
| Tereny wód powierzchniowych morskich | WM                               |       | kolor jasnoniebieski                                                   |
| Tereny wód powierzchniowych śródlądowych (rzeki, jeziora, stawy, strumienie, kanały)                                                                                    | WS                               |       | kolor jasnoniebieski                                                   |
| Tereny dróg publicznych | KD                               |       | kolor biały                                                            |
| Tereny dróg wewnętrznych | KDW                              |       | kolor jasnoszary                                                       |
| Tereny komunikacji wodnej, szlaki wodne | KW                               |       | kolor ciemnoniebieski                                                  |
| Tereny infrastruktury technicznej: elektroenergetyka, gazownictwo, wodociągi, kanalizacja, telekomunikacja, gospodarka odpadami, ciepłownictwo                          | odpowiednio: E, G, W, K, T, O, C |       | kolor ciemnoszary                                                      |

Obowiązkowym elementem rysunku planu jest również wyrys ze studium, z oznaczeniem granic obszaru objętego planem. Umożliwia on porównanie ustaleń studium i planu.

## Procedura sporządzania planu miejscowego
Procedura planistyczna:
1. Rada gminy podejmuje uchwałę o przystąpieniu do sporządzenia MPZP.
2. Ukazuje się w prasie ogłoszenie wójta, burmistrza lub prezydenta miasta o przystąpieniu do planu i możliwości składania wniosków do planu.
3. Wójt, burmistrz lub prezydent miasta zwraca się z do organów i instytucji zewnętrznych z prośbą o przesyłanie wniosków do projektu planu.
4. Dla danego terenu zostaje opracowana dokładna, wielobranżowa analiza stanu istniejącego oraz zebrane zostają uwarunkowania.
5. Przygotowanie projektu planu.
6. Opracowanie prognozy wpływu ustaleń planu na środowisko przyrodnicze.
7. Akceptacja wójta, burmistrza lub prezydenta miasta i skierowanie projektu planu do opiniowania i uzgodnień.
8. Opinie – władz gmin sąsiednich oraz gminnej (miejskiej) komisji urbanistyczno-architektonicznej.
9. Uzgodnienia – m.in. urząd wojewódzki, właściwy zarządca dróg, konserwator zabytków, policja, wojsko, straż pożarna[22].
10. Opracowanie analizy skutków ekonomicznych realizacji planu.
11. Wyłożenie planu do publicznego wglądu na okres co najmniej 21 dni. Zainteresowani zawiadamiani są poprzez ogłoszenie w prasie lokalnej i krajowej. W czasie wyłożenia organizowana jest dyskusja publiczna nad rozwiązaniami przyjętymi w projekcie.
12. W terminie do 14 dni od zakończenia wyłożenia można składać uwagi do planu.
13. Wójt, burmistrz lub prezydent miasta rozpatruje uwagi do planu, które wpłynęły w trakcie wyłożenia, a następnie przekazuje do rady gminy (miasta) projekt planu wraz z nieuwzględnionymi uwagami. Jeżeli w wyniku uwzględnienia uwag, do projektu wprowadzono zmiany, ponawia się uzgodnienia w niezbędnym zakresie.
14. Rada gminy (miasta) stwierdza, że projekt planu nie narusza ustaleń studium.
15. Rada gminy (miasta) uchwala MPZP.
16. Wójt, burmistrz lub prezydent przedstawia wojewodzie plan wraz z dokumentacją w celu oceny ich zgodności podjętej z prawem.
17. MPZP zostaje ogłoszony w dzienniku urzędowym właściwego województwa. Uchwała w sprawie uchwalenia MPZP obowiązuje od dnia wejścia w życie w niej określonego, jednak nie wcześniej niż po upływie 14 od dnia ogłoszenia[23]. Najpóźniej w dniu wejścia w życie, kopia planu musi być przekazana staroście[24].

Od listopada 2008 roku dla planu miejscowego konieczne jest również przeprowadzenie, równolegle do procedury planistycznej, strategicznej oceny oddziaływania na środowisko.